# Ullersdorf (Jamlitz)

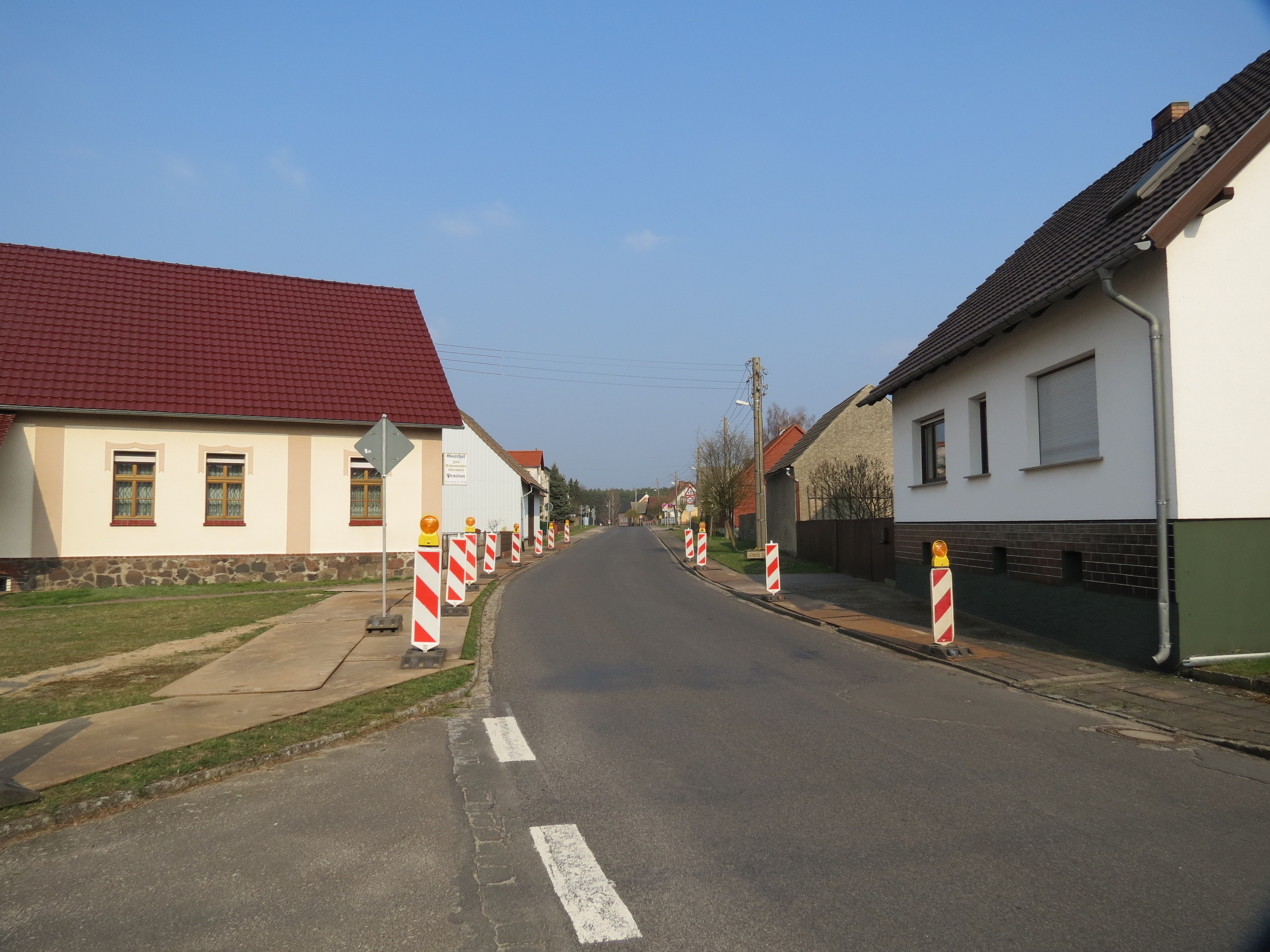
Bahnhofstrasse, Blick nach Nordosten

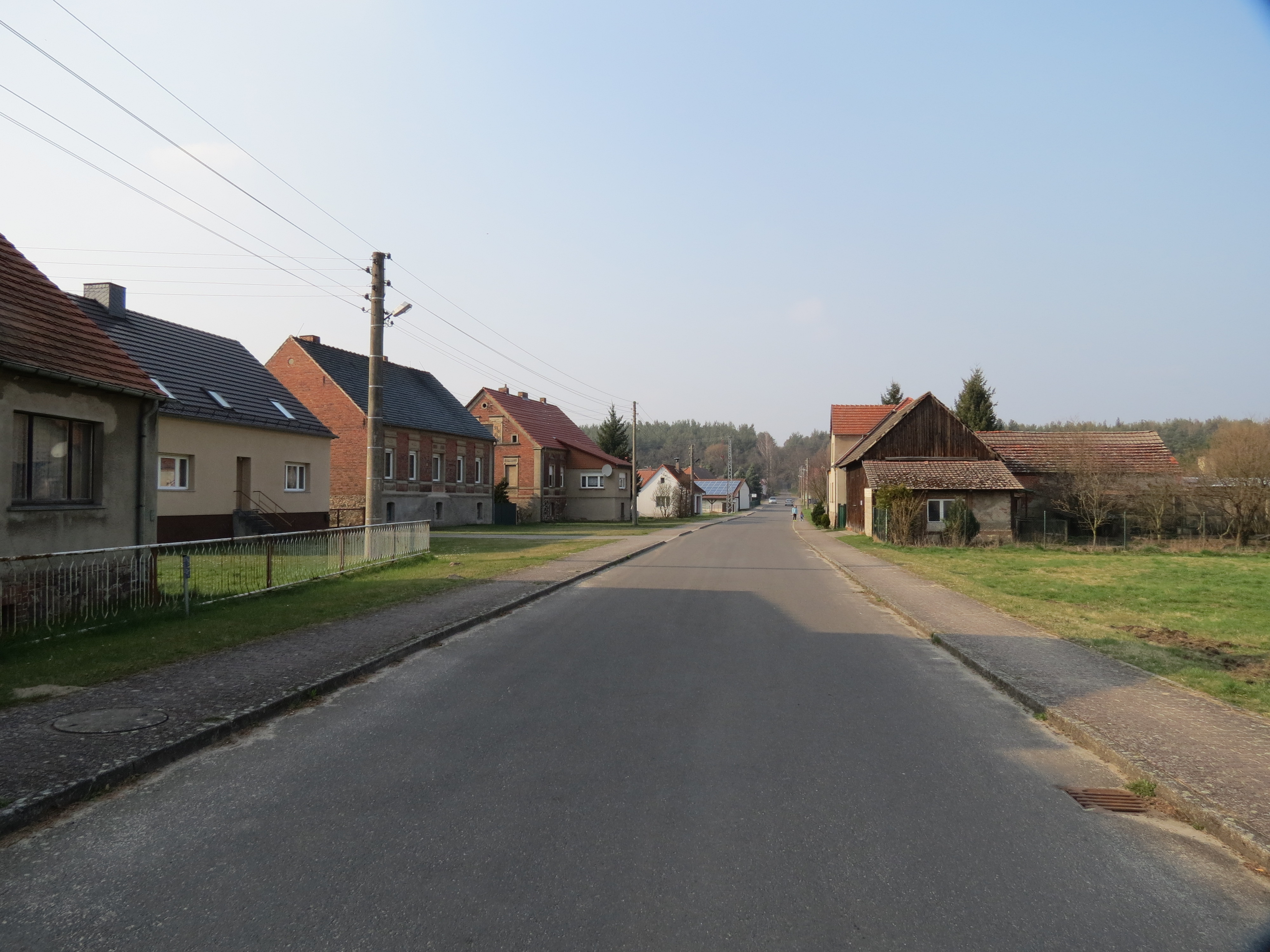
Bahnhofstraße, Blick nach Südwesten

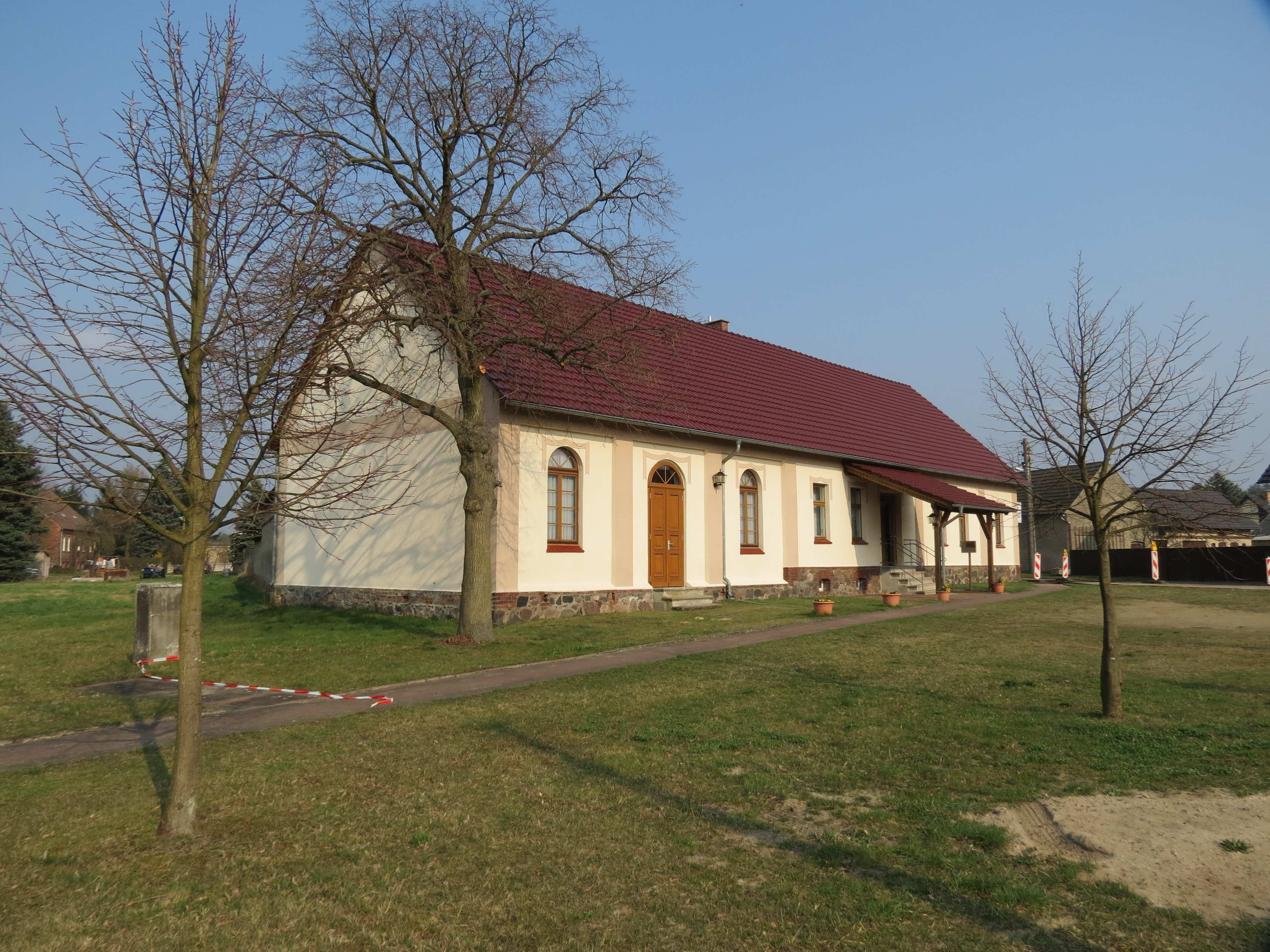
Gemeindehaus

Ullersdorf (niedersorbisch Kuša) ist ein Ortsteil der Gemeinde Jamlitz im Landkreis Dahme-Spreewald (Brandenburg). Im Mittelalter und der frühen Neuzeit war der Ort ein Vasallengut des Klosters Neuzelle, 1811 kam er wieder unter die direkte Verwaltung des Klosters. Der Ort war bis 2003 eine eigenständige Gemeinde.

## Geographische Lage
Ullersdorf liegt im nördlichen Teil des Gebietes der Gemeinde Jamlitz. Die Gemarkung grenzt im Norden an Weichensdorf, im Nordosten an Groß Muckrow, im Osten an Klein Muckrow (alle drei Orte sind Ortsteile der Stadt Friedland (Niederlausitz)), im Südosten an Leeskow (Ortsteil der Gem. Jamlitz), im Süden an den Kernort Jamlitz und im Westen an Trebitz (Ortsteil der Stadt Lieberose).
Auf der Gemarkung liegen der größte Teil des Schwansees und der Kleine See. Durch den Ort hindurch fließt die Sangasse, die im Ortsgebiet einen Bach aufnimmt, der von Nordosten der Sangasse zufließt. Im Nordosten zieht sich das Gelände der Kaserne Weichensdorf auf die Gemarkung Ullersdorf. Nördlich des Ortskerns liegt der Glinsberg mit einer Höhe von 95,2 m, im weiteren Verlauf nach Norden folgen die Beeskower Berge mit einer Höhe bis 90,7 m. Nordwestlich des Ortskerns liegt der Weinberg mit einer Höhe von 89,2 m, an dem noch bis zum Ende des 18. Jahrhunderts tatsächlich auch Wein angebaut wurde.
Durch den Ort hindurch verläuft die L434. In Ullersdorf gab es einen Haltepunkt der Bahnstrecke Cottbus–Frankfurt (Oder), die heute nur noch zu einem kleinen Teil in Betrieb ist. Das Teilstück zwischen Grunow und Peitz, das Ullersdorf berührt, wurde 1996 stillgelegt.

## Geschichte
Der Ort wird in einem Urkundenbuch des Klosters Neuzelle 1370 erstmals als Vlrichsdorff  genannt. Der Name leitet sich von einem Lokator namens Ulrich ab. Nach Rudolf Lehmann im Historischen Ortslexikon der Niederlausitz soll es ursprünglich ein Straßendorf gewesen sein, auch soll der Ort wohl (schon) vor 1317 an das Kloster Neuzelle gekommen sein. Er wurde Anf. des 16. Jh. verlehnt und kam in der zweiten Hälfte des 16. Jahrhunderts an die von Zabeltitz. Lehmann nennt aber keine Einzelheiten.

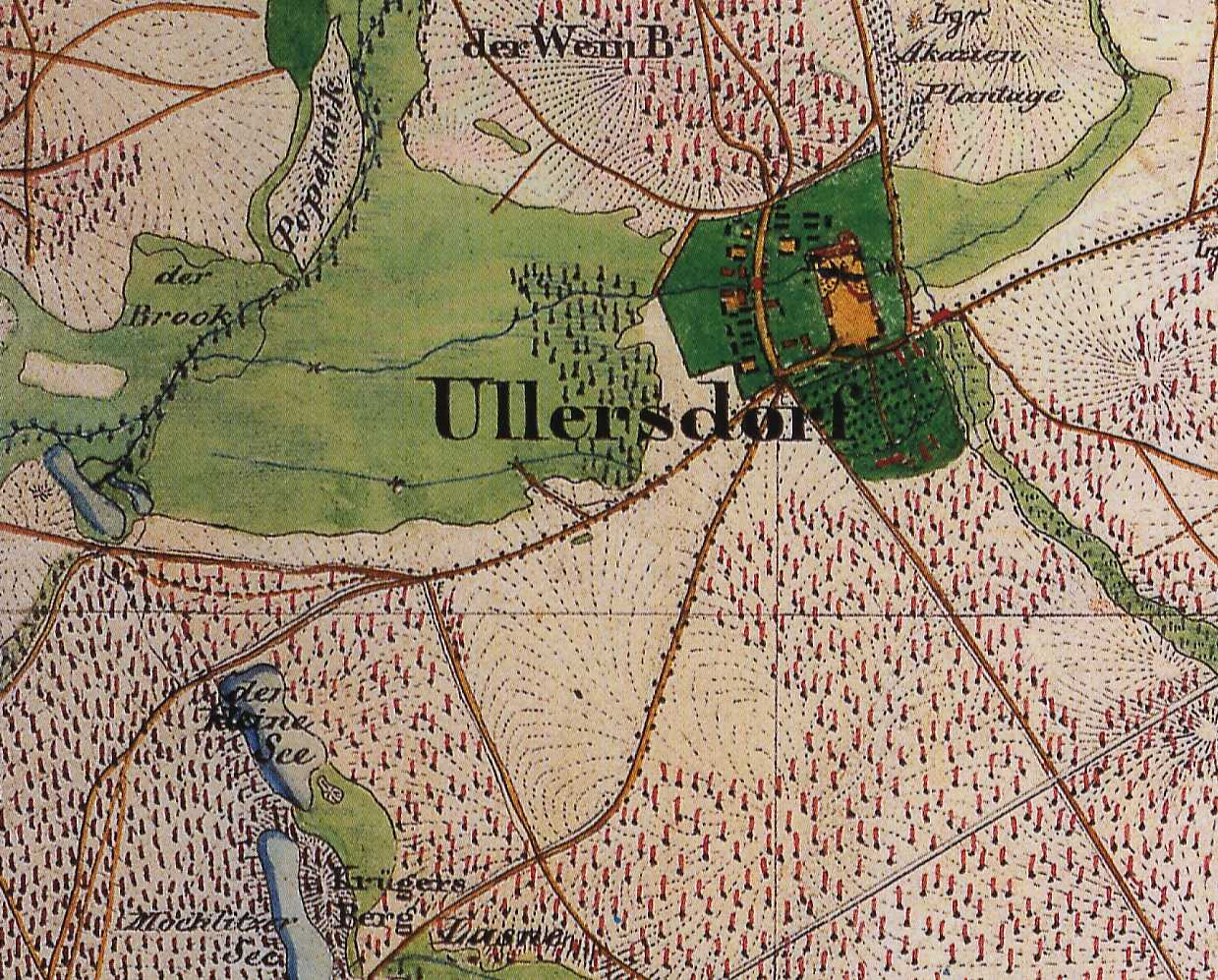
Ullersdorf auf dem Urmesstischblatt 3952 Groß Muckrow von 1844

Nach Houwald war der erste in Ullersdorf nachgewiesene von Zabeltitz ein Georg von Zabeltitz, der 1561 gestorben war. Er hatte eine Tochter Elisabeth. Über die Ehegelder für diese damals noch nicht verheiratete Tochter entstanden Unklarheiten, die in einer Beurkundung vom 20. März 1561 beigelegt wurden. Eine weitere Tochter könnte die Ursula von Zabeltitz und Frau des Georg von Zabeltitz auf Laasow gewesen sein, der nach der Turmknopfurkunde von 1585 Patron der Laasower Kirche war. Ursula wird dabei als von Ullersdorf stammend bezeichnet. Nach dem Tod Georgs hatte sein Neffe Antonius Ullersdorf übernommen, denn er wird ausdrücklich zu Ulbersdorf genannt. Die Witwe des verstorbenen Georg, deren Name nicht überliefert ist, hatte in zweiter Ehe Friedrich von Zabeltitz auf Peitzendorf (Gemeindeteil von Altdöbern) und Ogrosen, Bruder des Antonius und damit einen Neffen ihres verstorbenen ersten Mannes in 2. Ehe geheiratet. Antonius hatte die Söhne Fabian, Christoph, der am 13. Mai 1609 einen Lehnbrief über Ranzow und das Vorwerk bei Cottbus erhielt, Georg und Hans sowie die Tochter Eva. Friedrich, der Bruder des Anton nennt sich in einer Urkunde über eine Streitsache vom 13. Januar 1628 ebenfalls von Ullersdorf. In einem Lehnbrief vom 4. Oktober 1599, den Heinrich von Zabeltitz zu Groß Leine für ein Freihaus in Lübben erhielt, wird als Mitbelehnter ein Anton von Zabeltitz zu Ullersdorf genannt. 1609 war dieser Antonius gestorben. Fabian hatte zunächst Ullersdorf übernommen. Er hatte aber keine Leibeserben. Der Sohn Georg war 1609 bereits vor seinem Vater verstorben. Er hatte zwei 1609 und auch noch 1614 minderjährige Söhne hinterlassen, Antonius und Friedrich. Antonius von Zabeltitz (von Ullersdorf) übernahm das Gut und heiratete am 23. Januar 1627 Margaretha von Burgsdorf, Tochter des Friedrich von Burgsdorf aus Merz. Sie brachte 1.000 Taler Ehegeld mit in die Ehe. Antonius und Margaretha hatten zwei Söhne und drei Töchter, Anna Maria und die 1627 geborenen Zwillinge Margarethe Elisabeth und Anna Sabina. Der Sohn Johann Georg war am 24. April 1631 geboren worden. Er ist jung und/oder unverheiratet gestorben; er wird jedenfalls nicht mehr in den Urkunden erwähnt. Der zweite Sohn war Joachim Friedrich. Bei der Niederlage der brandenburgischen Truppen in der Schlacht bei Lyck im Zweiten Nordischen Krieg am Michaelistag (29. September) 1656 wurde der brandenburgische Quartiermeister Joachim Friedrich von Zabeltitz von tatarischen Truppen gefangen genommen und als Sklave in die Türkei verkauft. 1657 traf ein anderer in die Sklaverei verkaufter niederlausitzischer Adliger, Caspar von Kalckreuth aus Grano den Joachim Friedrich von Schlieben auf einer türkischen Galeere vor Rhodos. Dieser vermachte ihm ein Kruzifix, in das er seine Initialen J. F. v. Z. eingeschnitten hatte. Falls Joachim Friedrich verheiratet war, könnte die Notiz in Georg Schmidts Die Familie von Zabeltitz (Zobeltitz), dass Ullersdorf von einer Frau von Zabeltitz an einen Rittmeister von Schlieben verkauft wurde, durchaus zutreffen.
Nach R. Lehmann soll Ullersdorf nun 1661 an die von Schlieben gegangen sein. Da R. Lehmann generell keine Urkundenbelege  nennt, sind die Angaben im Einzelnen nicht nachvollziehbar. Götz Freiherr von Houwald führt dagegen eine Urkunde vom 17. Oktober 1666 an, in der es heißt, dass Zacharias Otto von Schlieben seinen Vetter Joachim Friedrich von Schlieben auf Golzig (heute Kasel-Golzig) in die Belehnung zur gesamten Hand seines neuerkauften Gut Ullersdorf aufgenommen habe. In einer Nebenbemerkung erwähnt er, dass er seinen Vetter Joachim Friedrich auch in die Belehnung des Gutes Mochlitz aufnehmen wolle. Leider wird der Vorbesitzer der beiden Güter nicht genannt, auch dürfte der Kauf erst 1665/6 erfolgt sein, da Zacharias Otto bei einem etwaigen Kauf im Jahre 1661 am 17. Oktober 1666 sicher nicht mehr von einem neuerkauften Gut gesprochen hätte. Zacharias Otto war einer der drei Söhne des Zacharias von Schlieben auf Rutzko (Rutzkau, Gemeindeteil von Bronkow). Seine Mutter war Felicia von Stutterheim. Der Bruder Adam Christian war schon um 1650/1 gestorben, der dritte Bruder hieß Caspar Loth. Seine Schwestern waren Felicia Magdalena, verheiratet mit Georg von Zschertwitz auf Briesen und Tornow und Anna Catharina, seit dem 8. August 1651 verheiratet mit Caspar von Leipzig(er) auf Herbersdorf (heute Ortsteil der Gemeinde Niederer Fläming). Zacharias Otto hatte bereits 1653 mit Einwilligung seines Bruders Caspar Loth das Gut Rutzkau an Hans Christoph von Muschen (oder Mosch) verkauft. Sein Bruder Caspar Loth hatte dagegen 1664/6 das Gut Reicherskreuz gekauft. Der neue Besitzer von Ullersdorf (und Mochlitz) war mit Margarethe Elisabeth von Petersdorf verheiratet. Sie war die Tochter des Joachim von Petersdorf, dem die Hälfte von Groß Drewitz (Ortsteil von Schenkendöbern) gehörte. Zacharias Otto hatte zwei Söhne, Georg Friedrich und Johann Zacharias sowie einige, namentlich nicht bekannte Töchter. 1670 kaufte er von seinem Schwiegervater die Hälfte des Dorfes Groß Drewitz. Um den Kauf von halb Groß Drewitz finanzieren zu können, hatte er 1671 Ullersdorf an die von Stutterheim verkauft (nach R. Lehmann). Houwald dagegen fand keinen Hinweis auf einen Besitz der von Stutterheim in Ullersdorf. Zacharias Otto starb am 23. Februar 1675 und wurde in Grano beigesetzt. Zu diesem Zeitpunkt waren seine beiden Söhne noch minderjährig. Nach R. Lehmann soll Ullersdorf bereits 1674 in den Besitz der von Schönermark gekommen sein. Dagegen fand Houwald nur einen vom 5. Oktober 1690 datierten Lehnsbrief für Hans Caspar von Schönermark über die Gütter Mochlitz und Ullersdorf. Dieser war mit einer Elisabeth Gertraud von Stutterheim, Tochter des Georg von Stutterheim und der Margaretha Barbara von Schönfeld auf Werben verheiratet. 1662 hatte Sigismund d. J. von Schönfeld Ernstens Hof in Werben an seinen Schwager Georg von Stutterheim verkaufen müssen. Mochlitz dürfte somit wohl erst von dem Sohn des Zacharias Otto, einem Hans Zacharias von Schlieben an den Hans Caspar von Schönermark verkauft worden sein.
Der am 7. Januar 1631 in Hartmannsdorf geborene Hans Caspar von Schönermark war in erster Ehe mit Polixena Elisabeth von Löben verheiratet, mit der er vier Kinder hatte, die Söhne Hans Caspar d. J., Cuno Ernst, Hans Adam (1679–1753) und Sofie Eleonore (* 1677). 1682 heiratete er in zweiter Ehe Elisabeth Gertraud von Stutterheim, Tochter des Georg von Stutterheim und der Margaretha Barbara von Schönfeld auf Werben. Hans Caspar d. Ä. hatte noch einen Bruder Alexander von Schönermark auf Hohenahlsdorf. Hans Caspar d. Ä. starb am 18. Februar 1714; sein Grabstein ist in der Kirche von Trebitz aufgestellt. Er hinterließ die beiden Söhne Hans Caspar d. J. und Hans Adam, die 1714 einen Erbvergleich schlossen, nachdem Ullersdorf an Hans Caspar d. J. und Mochlitz an Hans Adam ging. Hans Caspar d. J. starb am 5. Mai 1740 ohne Leibeserben; Ullersdorf fiel deshalb an seine Neffen Erdmann Heinrich von Schönermark und August Wilhelm von Schönermark (Schönnermark). Letzterer ist später auf Hohenahlsdorf nachgewiesen. Er war mit Caroline von Weisse verheiratet, mit der er einen Sohn Ludwig Carl Constantin hatte, der später nach Österreich ging. Erdmann Heinrich von Schönermark (* 27. August 1708 in Mochlitz) erhielt nun Ullersdorf. Er hatte am 7. November 1741 in Trebitz Eva Caroline Johanna Sophia von Thümmel geheiratet. Er besaß außerdem das Gut Linderode (heute Lipinki Łużyckie, Powiat Żarski, Polen).
1775 verkaufte der sächsische Leutnant Erdmann Heinrich von Schönermark das Gut Ullersdorf für 16.000 Taler und 200 Taler Schlüsselgeld an den königlich-preußischen Hauptmann Ernst Sigismund von Mosch auf Kunersdorf (heute ein Ortsteil der Gemeinde Rietz-Neuendorf, Lkr. Oder-Spree). Bei der Übergabe des Gutes wurden 9.000 Taler und die 200 Taler Schlüsselgeld in bar bezahlt. Die restlichen 7.000 Taler blieben zunächst auf dem Gut stehen und wurden mit 5 % verzinst. Der Käufer erhielt am 18. Juli 1776 den Lehnbrief von Abt Edmundus des Klosters Neuzelle. Mitbelehnt waren der Landesälteste und Hauptmann Ernst Abraham von Stutterheim auf Wiese und Hans Heinrich Ludwig von Winterfeld auf Krayne und Lübbinchen.
1779 kaufte  Ernst Sigismund von Mosch auch noch Mochlitz, das an die Schwester des Erdmann Heinrich, Johanna Christiane gekommen war. Sie war mit Johann Gottlob von Karras aus dem Hause Schenkendorf verheiratet, diese Ehe blieb aber kinderlos und Johann Gottlob von Karras fiel 1745 als kursächsischer Leutnant in der Schlacht bei Kesselsdorf. 1748 hatte sie Mochlitz um 9.000 Taler an Georg Anton Graf von der Schulenburg und Besitzer der Standesherrschaft Lieberose verkauft. Als dieser 1778 starb, erbte Carl Ernst Georg Graf von Podewils Mochlitz. Er verkaufte Mochlitz am 9. November 1779 an den Hauptmann Ernst Sigismund von Mosch. Der Kaufvertrag wurde vom Kloster am 2. Mai 1780 bestätigt.
1788 ist Ernst Sigismund von Mosch gestorben, seine beiden Söhne Carl Ernst Gottlob und August Sigismund Leberecht waren noch minderjährig. Deshalb beantragte ihr Vormund Hans Heinrich Ludwig von Winterfeld Indult bis zur Volljährigkeit. Am 8. April 1797 wurde Carl Ernst Gottlob mit Ullersdorf und Mochlitz belehnt, am 27. Juni 1797 schließlich auch August Sigismund Leberecht. Sie hatten aber bereits am 21. Januar 1797 den Kaufkontrakt zum Verkauf der beiden Güter an gräflich-schulenburgischen Hofrichter Johann Friedrich Wiesener unterzeichnet. Wiesener scheint Mochlitz noch im gleichen Jahr an Dietrich Ernst Otto Albrecht von der Schulenburg auf Lieberose verkauft zu haben. Ullersdorf verkaufte er 1804 an einen Herrn Eifler. Dessen Sohn Bernhard verschuldete sich beim Kloster in großem Stil und musste seinen Lehensbesitz 1811 an das Kloster abtreten. Nach dem Kabinettsbeschluss vom 8. Februar 1817 wurde das Kloster Neuzelle aufgehoben, die Klostergebäude, der Grundbesitz und die Renten wurde in ein Rentamt, das Stift Neuzelle eingebracht. Das Vorwerk in Ullersdorf, das 1853 eine Größe von 4991 Morgen hatte, wurde verpachtet. Die Pacht betrug 863 Gulden, 20 gr. 6 Pf. Der Pächter hatte dabei alle Lasten zu tragen. Er musste dem Prediger in Lieberose den Zehnten in Höhe von 46 Scheffel 15¾ Metzen Roggen geben, den Küster in Trebitz mit 11 Scheffel 12 2/3 Metzen Roggen entlohnen und 15 Silbergroschen Opfergeld an den Prediger in Trebitz entrichten. Die Schatzung betrug 621 2/3 Gulden, auf die 70 Taler 24 Silbergroschen Grundsteuer entrichtet werden musste. 1856 hatte Amtmann Endler das Vorwerk gepachtet. Am 3. November 1856 wurde das Gut Ullersdorf mit 1663 Morgen 9 Quadratruten Areal, wovon 1184 Morgen 19 Quadratruten nutzbar waren, 13 Morgen 83 Quadratruten Hof- und Baustellen mit Wegen und Umland und 465 Morgen 87 Quadratruten Gewässer wurden für 18 Jahre zur Pacht ausgeschrieben. 1879 wird als Pächter der Oberamtmann Kunze genannt. 1885 war das Gut anscheinend in einzelnen Parzellen verpachtet.
| Bevölkerungsentwicklung von 1818 bis 2002 | Bevölkerungsentwicklung von 1818 bis 2002 | Bevölkerungsentwicklung von 1818 bis 2002 | Bevölkerungsentwicklung von 1818 bis 2002 | Bevölkerungsentwicklung von 1818 bis 2002 | Bevölkerungsentwicklung von 1818 bis 2002 | Bevölkerungsentwicklung von 1818 bis 2002 | Bevölkerungsentwicklung von 1818 bis 2002 | Bevölkerungsentwicklung von 1818 bis 2002 | Bevölkerungsentwicklung von 1818 bis 2002 | Bevölkerungsentwicklung von 1818 bis 2002 | Bevölkerungsentwicklung von 1818 bis 2002 | Bevölkerungsentwicklung von 1818 bis 2002 | Bevölkerungsentwicklung von 1818 bis 2002 | Bevölkerungsentwicklung von 1818 bis 2002 | Bevölkerungsentwicklung von 1818 bis 2002 |
| ----------------------------------------- | ----------------------------------------- | ----------------------------------------- | ----------------------------------------- | ----------------------------------------- | ----------------------------------------- | ----------------------------------------- | ----------------------------------------- | ----------------------------------------- | ----------------------------------------- | ----------------------------------------- | ----------------------------------------- | ----------------------------------------- | ----------------------------------------- | ----------------------------------------- | ----------------------------------------- |
| Jahr                                      | 1818                                      | 1846                                      | 1871                                      | 1890                                      | 1910                                      | 1925                                      | 1939                                      | 1946                                      | 1950                                      | 1964                                      | 1971                                      | 1981                                      | 1991                                      | 2001                                      | 2011                                      |
| Einwohner                                 | 164                                       | 205                                       | 232                                       | 225                                       | 205                                       | 192                                       | 163                                       | 255                                       | 263                                       | 207                                       | 191                                       | 170                                       | 147                                       | 129                                       | 134                                       |

## Das Dorf Ullersdorf
1708 wohnten in Ullersdorf drei Bauern, ein Halbbauer, drei Kossäten und zwei Büdner. Nach den Angaben von 1718 hatte der Ort 5½ Hufen. Für 1723 sind drei Bauern, fünf Kossäten und zwei Büdner angegeben. Im Schmettauschen Kartenwerk von 1767/87 ist bereits die Colonie Die Lossen; es handelt sich sicher um den später Laasene genannten Wohnplatz. Südöstlich des Ortskerns ist eine Schäferei verzeichnet. 1790 hatte Ullersdorf bereits einen festangestellten Schulmeister. 1806 hatte der Ort 144 Einwohner und 1000 Gulden Schatzung. 1809 werden wiederum drei Bauern und fünf Kossäten genannt, aber statt zwei Büdner sind es nun drei Büdner oder Häusler. Zu Ullersdorf gehörte damals auch ein kl. Ansiedlung (Lasnik, mundartliche Lasen oder Laasene) am nördlichen Ende des Schwansee, bestehend aus einem Wohnhaus und 7 Morgen 59 QR Acker. 1818 wurden 22 Feuerstellen und 149 Einwohner gezählt. Besonders aufgeführt ist der Hammelstall mit einem Wohngebäude und neun Einwohnern. In Laasene stand ein einzelnes Haus, in dem sechs Menschen wohnten. 1822 verkaufte die Stiftsherrschaft ein ganzes Haus und ein halbes Haus in Ullersdorf. 1840 gehörte zum Dorf eine Schäferei; der Ort wies 26 Wohnhäuser auf und hatte 201 Einwohner. In Laasene stand ein Haus, in dem sechs Menschen wohnten. Im Urmesstischblatt Blatt 3952 Groß Muckrow sind nördlich des Ortskern ein Akazienplantage, und etwas weiter entfernt nordöstlich des Ortskern eine weitere Plantage eingezeichnet. 1852 wurde noch auf zwei Weinbergen nordwestlich des Ortskerns des Ortes Weinbau getrieben. 1864 war neben der bereits genannten Schäferei und Försterei eingerichtet worden. 1900 gehörten zum Gemeindebezirk 327 ha, zum Gutsbezirk dagegen 1246 ha. Die Stiftsverwaltung blieb bis 1945 bestehen.
Ullersdorf war wie das benachbarte Trebitz bis 1816 eine Exklave des Gubenschen Kreises im Krummspreeischen Kreis (auch Lübbenscher Kreis genannt), die erst mit der Kreisreform von 1816 zum Kreis Lübben kam. In der Kreisreform von 1952 kam Ullersdorf zum Kreis Beeskow, der nach der Wende 1990 noch in Landkreis Beeskow umbenannt wurde. Im Zuge der Ämterbildung im Land Brandenburg schloss sich Ullersdorf 1992 mit 13 anderen Gemeinden und der Stadt Lieberose zum Amt Lieberose zusammen. 1993 wurde der Kreis Beeskow zusammen mit den Kreisen Eisenhüttenstadt-Land und Fürstenwalde zum Landkreis Oder-Spree fusioniert. Ullersdorf war aber abgetrennt und kam zum neuen Landkreis Dahme-Spreewald. Am 26. Oktober 2003 wurde Ullersdorf in die Gemeinde Jamlitz eingemeindet und ist seither ein Ortsteil der Gemeinde Jamlitz. Zeitgleich wurde das Amt Lieberose mit dem Amt Oberspreewald zum Amt Lieberose/Oberspreewald fusioniert, das seither die Verwaltungsgeschäfte der Gemeinde Jamlitz besorgt. Der Ort hat einen Bürgermeister und drei Gemeindevertreter, die Ortsvertreter aus den Ortsteilen.

## Kirchliche Verhältnisse
Der Ort hat keine eigene Kirche und war immer eingepfarrt in Trebitz. Er gehört heute zur Kirchengemeinde Lieberose/Trebitz.

## Belege